# Iso-Akko
Iso-Akko är en ö i Finland. Den ligger i sjön Rautavesi och i kommunen Gustav Adolfs i den ekonomiska regionen  Lahtis ekonomiska region  och landskapet Päijänne-Tavastland, i den södra delen av landet, 170 km norr om huvudstaden Helsingfors. Öns area är 6,3 hektar och dess största längd är 460 meter i sydöst-nordvästlig riktning.